# Irena Voisé
Irena Voisé (ur. 26 grudnia 1922, zm. 9 października 2003) – historyk sztuki, kurator Muzeum w Wilanowie.
Całe życie zawodowe I. Voisé związane było z rezydencją wilanowską i utworzonym tam w 1945 r. muzeum – oddziałem Muzeum Narodowego w Warszawie, w którym podjęła pracę w 1954 r., tuż po ukończeniu studiów na UMK w Toruniu. Po jej opieką znalazły się wilanowskie zbiory dzieł sztuki (w pełni zinwentaryzowane przez kierowany przez nią zespół) oraz nadzór nad pracami nad wyposażeniem i dekoracjami pałacu wilanowskiego w czasie odbudowy, renowacji i konserwacji rezydencji wilanowskiej w latach 1954–1962. Irena Voisé doprowadziła do zorganizowania i otwarcia w 1964 r. Galerii Portretu Polskiego, która powstała według scenariusza prof. Stefana Kozakiewicza. Szczególnie wiele czasu poświęciła studiowaniu i rekonstrukcji galerii malarstwa Stanisława Kostki Potockiego, której elementy rozproszone były pośród różnych zbiorów. Badała twórczość Louisa de Silvestre’a opracowując scenariusz wystawy poświęconej dziełom tego malarza w zbiorach wilanowskich i wydając jej katalog. W muzeum wilanowskim pracowała do 1990 r., pozostając jednak w kręgu spraw muzeum do końca swego, wypełnionego pracą organizacyjną i naukową, życia.
Irena Voisé w 1977 r. została odznaczona Złotym Krzyżem Zasługi.
W 1970 r. została wyróżniona odznaką „Zasłużonego Działacza Kultury”, w 1972 r. – złotą odznaką „Za opiekę nad zabytkami”, w 1983 r. – złotą odznaką honorową „Za Zasługi dla Warszawy”.

## Wybrane publikacje
- Pamiątki po królu Janie III Sobieskim w pałacu wilanowskim, Warszawa 1962. Współautor: P. Paszkiewicz.
- Galeria Malarstwa Stanisława Kostki Potockiego w Wilanowie, Warszawa 1974. Współautor: T. Głowacka-Pocheć.
- Portrety polskie w galerii wilanowskiej, Warszawa 1978. Współautor: W. Fijałkowski.
- Artystyczne zbiory Wilanowa, Warszawa 1979. Współautorstwo w zakresie malarstwa.
- Portret polski w zbiorach wilanowskich, Studia Wilanowskie 1981, t. VII, s. 5.
- Chwała i sława Jana III w sztuce i literaturze XVII-XX w.", Warszawa 1983. Katalog wystawy - współautorstwo.
- Straty wojenne w zbiorach malarstwa w Wilanowie, Studia Wilanowskie 1981, t. X, s. 55.
- Louis de Silvestre 1676-1760, francuski malarz Augusta II i Augusta III. Obrazy ze zbiorów polskich. Katalog wystawy, Warszawa 1997.
- Portret Olimpii Łosiowej (próba atrybucji), Studia Wilanowskie 1999, t. XII, s. 53-58.